# Décrochage (aérodynamique)
Pour les articles homonymes, voir Décrochage.
 (octobre 2019).
Si vous disposez d'ouvrages ou d'articles de référence ou si vous connaissez des sites web de qualité traitant du thème abordé ici, merci de compléter l'article en donnant les références utiles à sa vérifiabilité et en les liant à la section « Notes et références ».

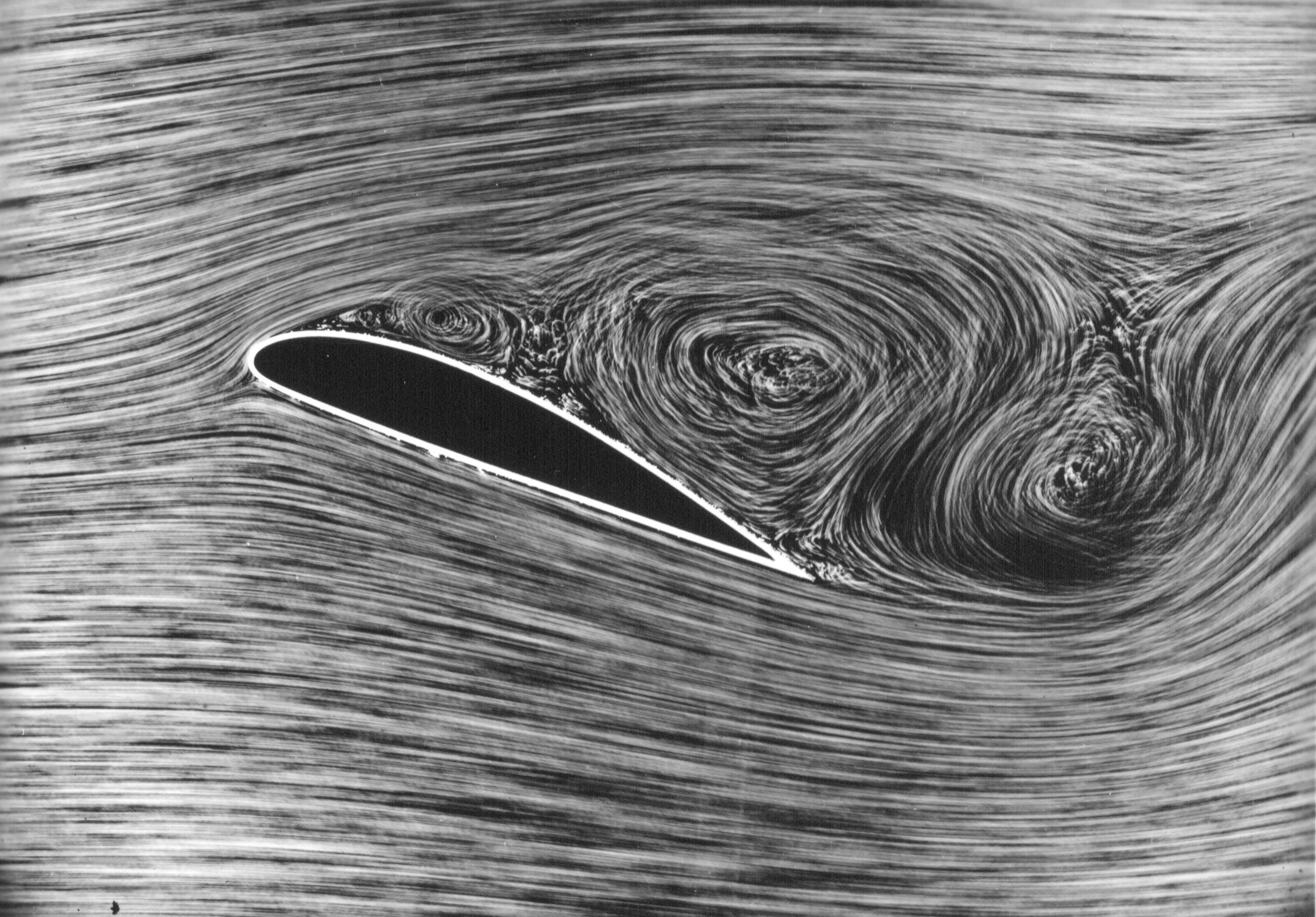
Écoulement sur un profil à forte incidence décollé à l'extrados lors du décrochage.

En aérodynamique, le décrochage est la perte de portance d’un avion ou d'une surface (aile, pale de rotor, voilier, etc.) due à un angle d'incidence trop important (supérieur à l'incidence de décrochage)
En vol à trajectoire verticale constante (vol horizontal par exemple), le décrochage d'un avion survient lorsque la vitesse passe en dessous de sa vitesse minimale (dite vitesse de décrochage), d'où le nom de « perte de vitesse » qui lui était donné aux débuts de l'aviation. Il subit alors une soudaine perte d'altitude qui peut être fatale à faible hauteur. Mais le décrochage peut survenir à vitesse plus élevée dès que, sous l'effet du facteur de charge en virage ou en ressource, l'angle d'incidence dépasse l'incidence de décrochage (décrochage dynamique). En cas de vol dissymétrique (en dérapage), l'avion risque de partir en vrille.
Le décrochage peut aussi concerner les pales du rotor d’un hélicoptère (décrochage rotor) ou les ailettes du compresseur d'un réacteur (décrochage compresseur) provoquant le pompage du réacteur.
Un voilier est également concerné par le phénomène de décrochage de ses surfaces portantes — voiles ou appendices immergés (dérives, safrans, foils, etc.).

## Principe

Angle d' entre la et le vent relatif (vecteur noir).

En vol normal, l'écoulement de l'air est « attaché » sur les deux faces, intrados et extrados, de l'aile. Les filets d'air collent au profil de l'aile, ce qui favorise la portance.
La portance dépend de l'angle d'incidence, angle que fait la corde de profil de l'aile avec le vent relatif.
À une certaine valeur de l'angle d'incidence, de l'ordre de 15 à 20°, selon les caractéristiques de l'aile — profil, allongement, etc. — et le nombre de Reynolds, il se produit un décollement de l'écoulement aérodynamique à l'extrados de l'aile entraînant une chute de portance plus ou moins brusque : c'est à ce moment que l'aile décroche.

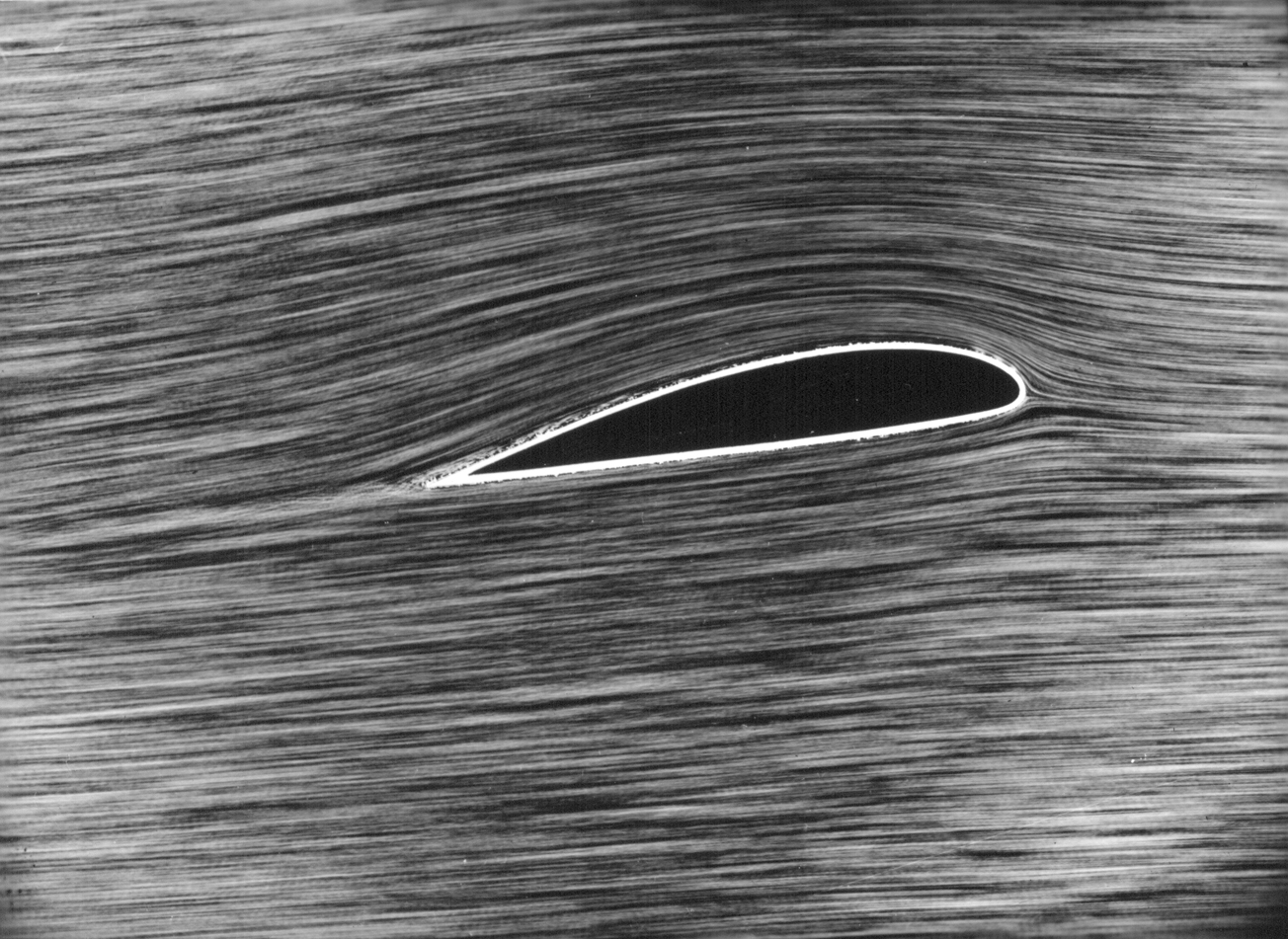
Angle d'incidence « normal » et écoulement laminaire.
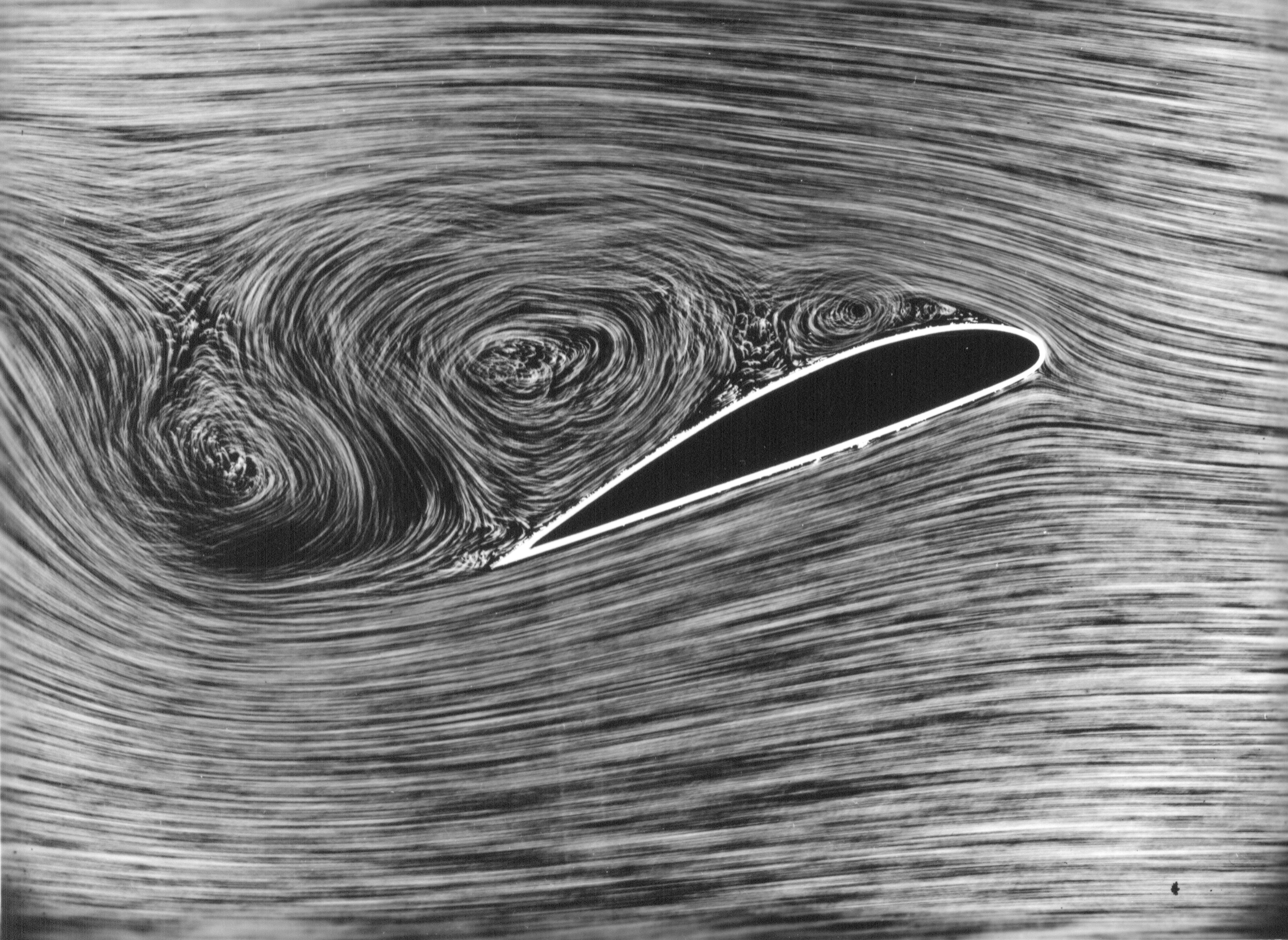
Angle d'incidence « surcritique » ; écoulement turbulent (et effondrement de la portance).

## Vitesse de décrochage

Évolution du coefficient de portance en fonction de l'angle d'incidence : maximum entre 15 et 19°, il diminue ensuite, en raison du décrochage.

Illustration du décrochage en virage.
Plus le virage est serré, plus la portance (et donc l'angle d'incidence) doit être élevée pour contrer la somme de la force centrifuge (force fictive) et du poids. Si l'angle d'incidence critique est dépassé, l'avion décroche même si la vitesse indiquée serait acceptable en vol rectiligne : c'est le décrochage dynamique.

Le décrochage dépend uniquement de l'angle d'incidence : à facteur de charge constant, une diminution de vitesse implique l'augmentation de l'angle d'incidence de l'aile pour conserver une portance équivalente (augmentation du coefficient de portance (Cz) pour compenser la baisse de vitesse). Pour une même configuration de vol (par exemple, en palier avec les volets rentrés), il existe une vitesse en dessous de laquelle l'angle d'incidence sera tellement important que les filets d'air parcourant l'extrados « décrocheront » en entraînant une perte considérable de portance. La vitesse de décrochage est souvent notée VS (S pour stall = décrochage). 
On peut donc atteindre l'incidence de décrochage définie et constante pour un profil d'aile donné, à des vitesses très variables qui sont fonction de : 
- la position des dispositifs hypersustentateurs (becs, volets). Lorsqu'ils sont déployés, ils diminuent la vitesse de décrochage ;
- la masse de l'avion. Plus elle est importante et plus la vitesse de décrochage est importante ;
- le facteur de charge {\displaystyle n} . Plus il est important et plus la vitesse de décrochage est importante. C'est le cas en virage ;
- la composante verticale de la poussée fournie par les moteurs ; plus la part de la poussée s'opposant à la gravité est forte, et moins la portance nécessaire pour maintenir une altitude constante est grande ;
- des effets sur les ailes du souffle hélicoïdal dans le cas d'un avion à hélice (le souffle génère un vent relatif qui participe à la portance, cf cas du vol lent).

La vitesse de décrochage évolue selon la racine carrée du facteur de charge : 
avec {\displaystyle V_{s}} la vitesse de décrochage, {\displaystyle v_{s}} vitesse de décrochage sans inclinaison et {\displaystyle n} le facteur de charge.
La vitesse de décrochage augmente donc lors d'un virage, fait en palier ou à trajectoire verticale constante, car :
Avec {\displaystyle n} est le facteur de charge et Φ est l'angle de d'inclinaison.
Par exemple, un avion qui a une vitesse de décrochage de 100 km/h sous un facteur de charge de 1 :
- décrochera à environ 140 km/h sous un facteur de charge de 2, par exemple lors d'un virage à grande inclinaison de 60° ;
- décrochera à environ 200 km/h sous un facteur de charge de 4, par exemple lors d'un virage à 75° ou d'une ressource à la suite d'un piqué ;
- ne décrochera qu'à 70 km/h à 0,5 (lors d'une évolution en cloche).

On parle souvent abusivement de vitesse de décrochage comme d'une caractéristique de l'avion — aux débuts de l'aviation, le décrochage était nommé perte de vitesse — en sous-entendant que l'avion vole en palier stabilisé (facteur de charge égal à 1).

### Force centrifuge versus force centripète
On peut trouver différentes interprétations de l'équilibre des forces en virage coordonné. (Voir l'illustration du décrochage en virage, supra). Si l'on raisonne dans un référentiel extérieur à l'avion (référentiel galiléen), la force centrifuge est une force fictive, qui n'existe pas : une description correcte du phénomène de virage doit être effectuée à l'aide des lois de Newton. C'est la composante horizontale de la force de portance qui permet le virage. L'explication de ce phénomène se retrouve dans tous les manuels de mécanique,.

### Réglementation

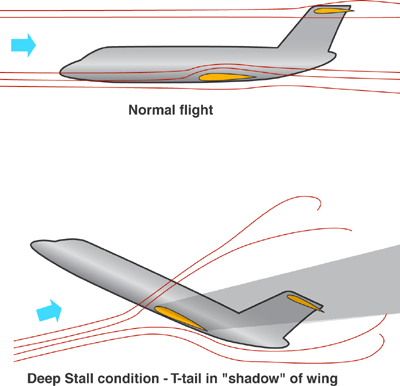
Décrochage profond (ou super-décrochage).

La réglementation définit une vitesse conventionnelle de décrochage VSR. Il s'agit de la vitesse minimale de vol stabilisé à laquelle l’avion est contrôlable avec une poussée nulle et le centrage le plus défavorable.
Comme elle dépend de la configuration de l'appareil, on définit les vitesses de décrochage suivantes :
- VSR0 : vitesse de décrochage en configuration atterrissage et poussée moteur nulle ;
- VSR1 : vitesse de décrochage en configuration spécifique (en approche, en lisse, etc.) et poussée moteur nulle

La vitesse de décrochage entre en ligne de compte dans la définition de plusieurs autres vitesses réglementaires : par exemple, la vitesse minimale d'approche VREF est généralement définie égale à 1,3.VSR0 (le coefficient de 1,3 procurant une marge de sécurité de 30 %).
Sur certains appareils, les commandes de vol électriques peuvent empêcher d’atteindre VSR (protection de l'enveloppe de vol pour raison de sécurité). Dans ce cas, la vitesse de décrochage retenue va être VS1g qui est une vitesse de décrochage à facteur de charge unitaire. Dans ce cas, les vitesses de référence qui dépendent de la vitesse de décrochage (comme VREF) sont calculées à partir de VS1g.
Jusqu'à VS1g, on peut maintenir un palier stabilisé. En deçà et jusqu'à VSR, on peut contrôler l'appareil mais plus maintenir le palier.
Note : On trouve fréquemment la notation VS (ainsi que ses dérivés VS0 et VS1), mais cette notation n'est plus utilisée dans les réglementations car elle n'est pas assez précise (comme énoncé plus haut, il existe plusieurs vitesses de décrochage). VS vient de l'anglais velocity of stall, vitesse de décrochage.

## Conséquences

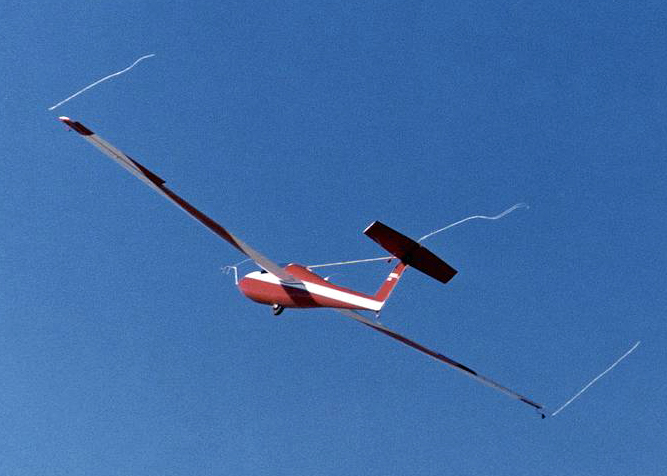
Planeur Suisse 1-36 en vol : Vol en décrochage contrôlé, le flux d’air rendu visible par des filetages

Lors d'un décrochage, la portance diminue et l'avion perd subitement de l'altitude, même si on tire sur le manche. En fonction de ses caractéristiques aérodynamiques et de son centrage, il peut effectuer de lui-même une abattée (c'est-à-dire piquer du nez). 
À la suite d'un décrochage, il faut pousser sur le manche pour retrouver une incidence inférieure à l'incidence de décrochage, piquer légèrement, remettre les ailes horizontales et tirer doucement pour redresser la trajectoire. Près du sol, par exemple en dernier virage avant l'atterrissage, la perte d'altitude qui en résulte peut être fatale.
Si une seule aile décroche, il y a décrochage dissymétrique, qui peut conduire à une vrille.

## Prévention
À moins de vouloir intentionnellement obtenir le décrochage (symétrique ou dissymétrique) de l'appareil, manœuvre réservée à certaines figures de voltige aériennes, l'essentiel est de l'éviter. Il existe des signes avertisseurs et des dispositifs de prévention que le pilote doit connaître ou maîtriser. Il doit ainsi, dès l'apparition des premiers signes, prendre le contrôle manuel (déconnexion du pilote automatique, si l'appareil en est équipé) afin d'agir sur plusieurs paramètres pour :
- revenir aux incidences de vol normales par une action à piquer sur le manche, il s'agit de la priorité ;
- diminuer si nécessaire le facteur de charge (réduction de l'inclinaison en virage ou assouplissement d'une éventuelle ressource) ;
- augmenter la puissance moteur, et donc la vitesse air.

### Avertisseur de décrochage

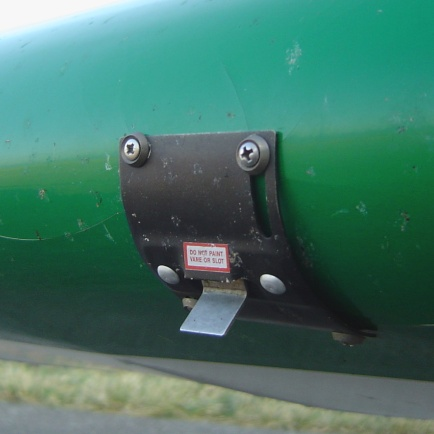
Avertisseur de décrochage sur une aile d'avion de tourisme.
Lorsque l'angle d'incidence approche de la valeur critique, le vent relatif aborde la palette métallique par-dessous, ce qui provoque son basculement et active l'alarme.

Plusieurs indices permettent de détecter l'approche du décrochage :
- les gouvernes deviennent molles, elles sont moins efficaces ;
- l'avion tremble en raison d'une oscillation de l'écoulement de l'air sur l'extrados qui devient tourbillonnaire et qui se fait sentir sur l'empennage, ce qui est appelé buffeting ;
- l'avertisseur de décrochage. Dans sa forme la plus simple, c'est une palette située sur le bord d'attaque de l'aile qui est soulevée par le vent relatif lorsque l'angle d'incidence se rapproche de l'incidence de décrochage. Le pilote est averti par une lumière et/ou par une sonnerie. Il est réglé pour se déclencher lorsque la vitesse air est inférieure à 1,1 fois la vitesse de décrochage ({\displaystyle V<1{,}1\times V_{S0}}). Sur les avions de ligne, l'alarme est déclenchée par une sonde d'incidence et se traduit par un vibreur de manche, pousseur de manche (en) ou une annonce « stall » par synthèse vocale. Sur les avions à commandes de vol électriques, les calculateurs limitent l'incidence pour empêcher le décrochage quelle que soit la position du manche (sauf dans certains modes dégradés en cas de panne).

### Dispositifs hypersustentateurs
L'aile de l'avion est conçue pour avoir son meilleur rapport portance/traînée à la vitesse de croisière. Mais elle doit aussi être capable de porter l'avion à basse vitesse, notamment pendant l'atterrissage. Ces deux objectifs étant contradictoires, l'aile est équipée de dispositifs hypersustentateurs permettant d'abaisser la vitesse de décrochage aux faibles vitesses : les becs de bord d'attaque et les volets de bord de fuite peuvent prendre ainsi différentes positions selon les plages de vitesses. Ces dispositifs augmentent la surface alaire et la cambrure du profil. Pour préserver la couche limite, l'extrados est soufflé par de l'air provenant de l'intrados (becs à fentes, volets à fentes). Des générateurs de tourbillons sont également utilisés pour réintroduire localement de la vitesse dans la couche limite. Les avions en aile delta peuvent être équipés d'un plan canard. D'autres avions de chasse possèdent des apex. 

### Vrillage négatif d'une aile
La conception géométrique de l'aile peut augmenter sa capacité à mieux se comporter en vol à grande incidence. Le « vrillage négatif », c'est-à-dire un angle de calage du profil — angle entre la corde de profil et l'axe longitudinal de l'avion — au saumon inférieur à celui de l'emplanture entraîne le décrochage de l'emplanture de l'aile avant celui de son extrémité. Aux abords du décrochage, les ailerons, situés à proximité des saumons, qui conservent une certaine efficacité permettront de contrôler plus longtemps l'inclinaison afin de limiter le risque de départ en vrille (décrochage dissymétrique).
Le vrillage peut dégrader légèrement les performances de l'aile, mais pas toujours mais c'est une solution simple économique pour adoucir le comportement au décrochage d'un avion. C'est d'ailleurs la solution retenue sur la plupart des avions.

## Sortie de décrochage
Dans le cas où les signaux sont de faible intensités, n'apparaissent pas (panne instruments, par exemple) ou sont mal perçus, il est possible que l'appareil finisse par se trouver en réel décrochage, avec un taux de chute et une perte de contrôle qui le conduiront à l'accident si rien n'est fait. Le principe de récupération est ici le même : retrouver le domaine de vol normal, où portance et poids sont en équilibre, la trajectoire de vol contrôlée.[réf. souhaitée]
Le décrochage est abordé dans les écoles de pilotage par un prudent exercice dit de « vol lent». Une fois reconnus les prémisses du décrochage, le rétablissement consiste, fondamentalement, à pousser sur le manche ou à simplement lâcher le manche (il faut suivre le manuel technique  qui varie selon le constructeur)pour réduire l'incidence et mettre les gaz pour augmenter la vitesse afin de retrouver la ligne d'horizon. En pratique les situations peuvent être complexes : l'agence d’aviation civile concernée a publié une procédure générique de sortie du décrochage.

## Accidents aériens attribués à des décrochages
- Au décollage : 
  - vol British European Airways 548 (1972) : décrochage après le décollage, à la suite d'une mauvaise configuration des dispositifs hypersustentateurs pendant la montée,
  - vol Air Algérie 6289 (2003): décrochage au décollage après une panne au moteur gauche et le manque de coordination de l'équipage,
  - vol Spanair 5022 (2008) : décrochage au décollage près du sol, dû à un oubli de sortir les volets. L'alarme de détection de l'oubli des volets n'a pas fonctionné,
  - vol Cubana 972 (2018) : décrochage au décollage à la suite d'une montée verticale trop abrupte et trop rapide causant une perte de portance autour des ailes ;
- en croisière (dans ces deux cas, le décrochage a été tellement « doux » que la descente n'a été ressentie ni par les pilotes ni par les passagers[6]) :
  - vol West Caribbean Airways 708 (2005) : pilotage automatique mis en situation de décrochage, à cause d'une mauvaise connaissance des performances de l'avion, un manque de vigilance et une mauvaise gestion du décrochage (160 morts),
  - vol Air France 447 (crash du Rio-Paris) (2009) : décrochage en haute altitude, initié par le copilote (trompé par des informations de vitesse erronées dues à un givrage des tubes de  Pitot) et entretenu jusqu'à l'impact avec la mer sans que les deux pilotes aux commandes ni le commandant de bord ne l'aient détecté à temps (228 morts) ;
- en approche :
  - vol American Eagle 4184 (1994) : décrochage dû au givre,
  - vol XL Airways Germany 888T (2008) : exercice de décrochage mal géré, à basse altitude (approche), avec un système de détection du décrochage inopérant,
  - vol Turkish Airlines 1951 (2009) : sur le point d'atterrir, le pilote automatique du Boeing 737 effectue un arrondi en diminuant la vitesse et en levant le nez de l'avion, à 500 pieds du sol. L'avion décroche. Cela était dû à un radioaltimètre défectueux et un équipage qui n'a pas réagi assez tôt,
  - vol Colgan Air 3407 (2009) : en phase d'approche, l'équipage a mené involontairement l'avion au décrochage et n'a pas su en sortir ; les deux pilotes avaient accumulé de la fatigue (50 morts),
  - vol Yemenia 626 (2009) : des erreurs de pilotages mènent un A310 à trop faibles vitesse et altitude (152 morts) ;
- en virage :
  - Vol American International Airways 808 (1993) : lors d'un virage effectué pendant la phase d'atterrissage, le DC-8 s'incline de plus en plus à droite, menant à un décrochage à basse altitude, que les pilotes n'ont pas pu récupérer à temps.
  - Accident sur la base de Fairchild en 1994.

## Bateaux à voile et décrochage aérodynamique
Les problèmes de décrochage intéressent également les voiliers, principalement en ce qui concerne le réglage d'incidence des voiles par rapport au flux d'air (qui n'est que rarement la direction du vent atmosphérique, en raison du phénomène du vent apparent, composé vectoriel du vent réel — ou atmosphérique — et du « vent-vitesse » dû au déplacement du bateau), mais aussi en ce qui concerne l'écoulement de l'eau sur les appendices de carène : safran du gouvernail, dérive, voile de quille, éventuellement foils.
Les phénomènes décrits dans la section aéronautique de l'article sont fondamentalement les mêmes (décollement de la couche limite, apparition de turbulences, perte de portance, etc.) mais les spécificités d'un voilier déterminent des actions sur les commandes (barre, écoute de voile, réglages annexes) qui sont inhérentes à la navigation à voile.
Le « cousinage » entre voile et aéronautique est ancien : on peut citer la « barque aérienne », un des tout premiers planeurs de l'officier de marine Jean-Marie Le Bris (sous le Second Empire) mais surtout les deux livres fondateurs de la théorie scientifique moderne du voilier de régate : L'aérodynamique de la voile et l'art de gagner les régates, écrit dans les années 1930 par un médecin germano-américain, régatier de haut niveau, le Dr Manfred Curry, ouvrage constamment republié depuis l'édition originale de 1930. Manfred Curry revisita l'expérience multi-séculaire des marins en matière de réalisation de gréements et de voiles à la lumière des avancées récentes de l'aéronautique en empruntant notamment au professeur Hugo Junkers sa très moderne (pour l'époque) soufflerie aérodynamique, installée dans le laboratoire de l'Université de Dessau en Allemagne, pour y tester des modèles de voiles et de gréements.
Deuxièmement, La Course scientifique en voilier écrit par l'Américain T.A. Wells alias Ted, multi-champion du monde de la très disputée série de dériveurs légers Snipe et dans le civil, ingénieur en chef de la société aéronautique Beech aircraft Corporation de Wichita (Kansas).

### Spécificités du voilier par rapport à l'avion
Sur un voilier moderne (essentiellement destiné à la plaisance et la régate) à gréement marconi (ou bermudien) la grand-voile ressemble à une aile d'avion (encore plus sur les catamarans à voiles entièrement lattées ou munis de mâts-aile) mais implantée à la verticale. Le vent étant freiné (par friction) au niveau de la surface de l'eau, la direction du flux d'air varie entre la base et le sommet du mât. (Manfred Curry le démontra à l'aide d'un mât portant une succession de girouettes à différentes hauteurs). Ceci implique forcément un certain vrillage du plan de voilure contrôlé par le hâle-bas de bôme, dont Ted Wells a généralisé l'usage sur les voiliers légers à partir des années 1950, ou par un rail d'écoute transversal (catamarans notamment).
Alors que, sauf rares exceptions comme l'avion de chasse embarquée Crusader, l'aile d'un aéronef est fixée au fuselage à un angle constant, les voiles d'un bateau sont orientables à l'aide d'une commande dénommée écoute. En effet un voilier navigue dans une vaste gamme de directions par rapport au vent, les allures, traditionnellement dénommées de la façon suivante (en s'éloignant de la direction du vent) : Vent debout (bateau immobilisé face au vent), près serré, près bon plein, vent de travers,largue, grand largue, et finalement vent arrière (où l'écoulement de l'air est forcément décroché-turbulent et qui n'est pas, contrairement à la croyance générale, l'allure où un voilier développe sa vitesse maximum).
Sur un voilier, à l'exception des gréements à une seule voile bermudienne (dits catboats) qu'on trouve notamment sur le très populaire dériveur léger olympique Laser, une voile ne travaille pas seule. Sur les voiliers grées en sloop elle est précédée d'un foc (voile d'avant) et, au-delà de l'allure du vent de travers d'un spinnaker voile complexe, capricieuse et creuse (corde du profil importante) qui doit pouvoir travailler efficacement tant en écoulement laminaire (navigation en finesse) au vent de travers et au largue qu'en écoulement turbulent-décroché (navigation "en poussée") à l'allure du vent arrière.
L'interaction entre le foc et la grand-voile a été l'objet de nombreuses études et une controverse existe quant à la véritable raison de l'augmentation de rendement d'une grand-voile précédée par un foc. Manfred Curry assimilait l'ensemble foc-grand-voile à une aile d'avion munie de volets hypersustentateurs de bord d'attaque accélérant le flux d'air (une nouveauté dans les années 1930 avec les ailes Lachmann ou Handley-Page), en remarquant également qu'une sorte de volet de bord d'attaque (en plumes) existe sur certaines ailes d'oiseaux marins de grand vol (goélands et albatros).
De nos jours, le très expérimenté maître voilier Bertrand Chéret estime plutôt que c'est la grand-voile qui maximise l'efficacité du foc. Quoi qu'il en soit un réglage d'incidence correct sur une grand-voile ne vaut rien si le réglage du foc est mauvais (trop bordé).
Sur des voiliers à gréement plus complexe à voiles et mâts multiples, (cotres, ketches et goëlettes) les interactions entre les diverses voiles sont encore plus nombreuses, même si la division du gréement en multiples voiles n'a pas pour objet l'augmentation des performances mais bien plutôt la facilité de manœuvre en équipage réduit.
Enfin, la question du vocabulaire : la force développée par une aile d'avion est dénommée « portance » (verticale) par les aviateurs tandis que les marins parlent de poussée vélique, horizontale, sauf prise de gîte. Les deux termes recouvrent la même réalité physique : dépression sur l'extrados (que les marins dénomment côté sous le vent) et pression sur l'intrados (pour les marins, le côté au vent de la voile, la dépression sur l'extrados étant largement prépondérante (autour des deux tiers du total). On cite souvent les avions de la Guerre de 1914 aux ailes entoilées: après un piqué violent suivi d'une chandelle (ou ressource) lors des premiers combats aériens, l'entoilage éclatait sur le dessus ou extrados de l'aile tout en restant intact en dessous (intrados) avant que les constructeurs instruits par l'expérience n'entoilent plus solidement les extrados des ailes.

### Décrochage et réglage de l'incidence par l'écoute en fonction des allures
En prenant le cas le plus simple, une voile unique d'un voilier grée en Catboat (Laser, Finn, Moth-Europe, catamaran classe A), naviguant à une vitesse constante sur un plan d'eau sans vagues aura un angle d'incidence optimum constant par rapport au vent apparent (parfois dénommé angle alpha dans certains ouvrages, comme le très apprécié manuel d'Yves Louis Pinaud Pratique de la voile) mais il faudra jouer sur le réglage de l'écoute (angle voile-bateau, dit parfois angle Béta) en fonction de l'allure, dès que l'on change de cap, précisément pour conserver l'angle alpha à son optimum et faire marcher le bateau à sa meilleure vitesse.

#### Prise de repères:Faseyementetpennons
En pratique il existe deux moyens de visualiser le réglage correct: le plus basique est d'observer le début de faseyement de la voile le long du mât (pour les aviateurs c'est le bord d'attaque de l'aile et le guindant de la voile pour les marins). Si on choque un peu trop on observe un début de poche le long du mât (ou du guindant du foc sur un sloop). cette situation (angle alpha trop faible) est toutefois largement préférable à celle où la voile est trop bordée qui est précisément celle du décrochage aérodynamique (avec pour corollaire aggravant une poussée vélique mal orientée qui fait naviguer le bateau "en crabe", latéralement, au lieu de le faire avancer.
L'autre solution, plus fine, est l'installation de pennons dans la voile : petits brins de laine de couleur sombre piqués à travers la voile avec une aiguille de matelotage, fragments de rubans de cassette audio ou minces rubans de tissu nylon pour spinnaker collés proprement avec du ruban adhésif ou de la toile à voile collante type "insigna". Ces pennons sont collés à la voile et horizontaux en cas d'écoulement laminaire et se tortillent dans une direction oblique en cas d'écoulement turbulent. Le pennon le plus important est celui situé sous le vent (extrados, deux tiers de la poussée vélique) mais comme le barreur est le plus souvent installé au vent (rappel, trapèze, observation du plan d'eau) c'est le moins visible (seulement en transparence). Sur les catamarans Hobie cat 16, nés de la culture du surf, aux voiles colorées (voire franchement bariolées), les pennons sont installés d'origine sur de petites fenêtres triangulaires en tissu transparent pour mieux visualiser l'écoulement de l'air, encore plus critique sur ces voiliers très rapides. Typiquement les pennons doivent être installés au point de corde (ou de creux) maximum (en général le premier tiers du profil) et pour mieux apprécier le vrillage de la voile, il est conseillé d'en installer deux ou trois paires, étagées en hauteur, et plus pour les voiles à grand allongement.
Avec des pennons le réglage de l'écoute se fera en observant le pennon sous le vent : si on borde trop, il décroche, tandis que le pennon au vent reste horizontal.si on choque trop c'est l'inverse (moins problématique). Idéalement, il faut naviguer avec les deux pennons d'une même paire horizontaux (et toutes les paires à l'unisson grâce à un vrillage idéalement réglé). au pire, mieux vaut choquer un peu trop pour les raisons expliquées plus haut.
On peut aussi naviguer avec un réglage d'écoute fixe et suivre les variations du vent en agissant sur la barre pour faire tourner le bateau (et les voiles avec) c'est la bonne façon de procéder lors d'un louvoyage à l'allure du près serré où l'on cherche à profiter au mieux des risées adonnantes pour obtenir une VMG optimale, les repères cités ci-dessus restent les mêmes.
Il faut aussi noter qu'il est impossible d'éviter le décrochage aérodynamique à certaines allures comme le vent arrière et les allures de grand largue très abattues (Environ 30° de part et d'autre de la direction du vent atmosphérique, dépendant du type de bateau et de gréement). La poussée vélique diminue donc des deux tiers, mais comme elle est perpendiculaire au plan de voilure cette poussée résiduelle est bien orientée et conserve quand même une certaine vitesse au bateau, moindre toutefois qu'aux allures de vent de travers et de largue serré.
Pour cette raison, la plupart des catamarans de sport et certains voiliers rapides comme les skiffs, les 18 pieds de Sydney, les planches à voile type funboard ou encore les bateaux à foils ne font jamais route au plein vent arrière (lents et ingérables en écoulement décroché) mais effectuent un louvoyage en « descendant » sous le vent avec des bords de largue entrecoupés d'empannages.
Sur une planche à voile naviguant par vent frais, c'est le poids du planchiste, penché « en suspension » en arrière, qui maintient la voile (mât sans haubans) et lors d'une abattée du vent de travers au vent arrière, le décrochage interviendra forcément et s'accompagnera d'une réduction importante de la poussée vélique. Si le planchiste ne rectifie pas la position en pliant les genoux et en se recentrant sur ses appuis, le décrochage aura pour conséquence une chute lente mais inexorable (et ridicule) du côté au vent, façon descente en parachute.

#### Apprentissage
Le réglage de l'angle voile bateau avec l'écoute est primordial et doit être enseigné le plus tôt possible. 
Si un parent offre à son enfant un voilier de bassin, il devra choisir un modèle réellement navigable, équipé d'un vrai système de réglage des écoutes (un coulisseau) et enseigner à son enfant à ne pas border à bloc les voiles et à choisir autour d'un bassin un parcours réaliste (en général au vent de travers, largue ou près bon plein), le louvoyage est assez problématique et le vent arrière pratiquement impossible pour un voilier-jouet dépourvu de radiocommande. Faute de cela l'enfant se détournera très vite de son jouet.
Dans les écoles de voile, les enfants lâchés sur un Optimist ou un mini catamaran assimilent volontiers la conduite à celle d'une voiture avec la barre pour volant (comparaison correcte) et l'écoute utilisée comme un accélérateur (analogie bien moins valide, une comparaison plus correcte serait un réglage de carburation). Les moniteurs de voile consacrent une bonne partie de leur temps à expliquer à leurs élèves que ce n'est pas en bordant à fond qu'on ira le plus vite. Sur un petit catamaran (qui tend à remplacer l'Optimist car plus stable et plus rassurant) la voile entièrement lattée, plus rigide et souvent colorée rend le début du faseyement difficile à apprécier. Les moniteurs hésitent parfois à installer des pennons (réputés réservés aux régatiers ayant des connaissance en aérodynamique). C'est cependant la bonne démarche, les enfants étant parfaitement capable d'interpréter les signaux des pennons et de gérer leurs voiles en conséquence si on leur donne des points de repères adaptés et des explications imagées.
Pour prendre en compte l'importance de la dépression sur l'extrados d'une voile ou d'une aile, une expérience de physique amusante très parlante consiste à approcher le côté convexe (l'extrados) d'une cuillère à soupe d'un robinet d'où coule un filet d'eau régulier : Alors que l'auditoire s'attendrait à voir la cuillère repoussée par l'eau, elle est au contraire énergiquement attirée dans le jet.

##### Décrochage et situations dynamiques
Le réglage des voiles (pour éviter le décrochage) a été traité, pour simplifier dans un cas de navigation sur eau plate et vent constant en force et direction...bien entendu ce n'est que rarement le cas : les lacs et rivières ont en général un vent très variable et sur la mer, les vents sont plus stables mais l'eau nettement plus agitée.

###### Conduite au largue dans les vagues
Le bateau subit une succession d'accélérations dans les descentes de vagues et de coups d'arrêt en butant dans la vague précédente en fin de descente, souvent il déjauge en partant en surf ou au planning mais peut aussi ralentir d'un coup, l'étrave enfournant dans l'eau au point parfois de sancir. ces variations de vitesse ont une influence sur le vent apparent (le flux d'air reçu par les voiles) même si le vent atmosphérique reste constant. En effet le vent apparent est la somme vectorielle du vent atmosphérique (dit également vent réel) et du « vent vitesse » dû à la marche du bateau. Si le vent vitesse augmente ou diminue, non seulement la force du vent réel variera, mais aussi son orientation…, ce qui implique d'orienter les voiles en conséquence ou d'orienter le bateau à réglage d'écoute constant. En effectuant la composition des vecteurs on déduit assez facilement qu'il faut : border ou abattre lors de l'accélération sur le dos d'une vague et à contrario choquer ou loffer un peu si l'étrave du bateau "plante" en bas de vague (ce qui peut être aussi partiellement compensé par un déplacement longitudinal l'équipage sur un voilier léger).

###### Conduite dans un vent irrégulier
À l'allure du près un renforcement du vent atmosphérique (risée ou rafale) équivaut à une adonnante (vent apparent plus sur le travers du bateau).
Le barreur peut en profiter pour loffer sans risque de prendre un violent coup de gîte ni perdre l'écoulement laminaire sur l'intrados et ainsi améliorer son gain contre le vent. Au largue par contre, le plan de voilure est plus ouvert (angle bêta plus grand). La poussée vélique est mieux orientée (franchement vers l'avant, diminuant les risques de gîte) et la rafale se traduit immédiatement par une accélération du bateau. Dans ce cas la composition des vecteurs montre que le vent apparent adonne et qu'on peut abattre sans risquer le décrochage, situation qui si elle est combinée à une descente de vague (fréquentes par fort vent à rafales) permet d'accélérer encore plus.

#### Décrochage et appendices immergés
Les appendices immergés travaillant dans l'eau sont soumis aux mêmes lois générales que les voiles de bateaux ou les ailes d'avion travaillant dans l'air, à ceci près que la densité et la viscosité du fluide sont nettement différentes.
Le principal appendice concerné est le safran du gouvernail: en cas de décrochage en général compliqué d'un phénomène appelé ventilation et non comme parfois dit improprement de cavitation) le safran du gouvernail peut devenir inopérant, ou agir comme un hydro-frein, voire encore casser son articulation (axe, aiguillots fémelots...). 
La situation la plus typique est une forte gîte (due en général à des conditions de vent fort) qui rend le bateau ingouvernable : en effet, lorsque le bateau gîte, le volume immergé sous la ligne de flottaison peut devenir très dissymétrique, notamment avec des formes de carènes larges et plates des voiliers modernes légers. En règle générale, c'est le côté sous le vent qui est enfoncé et le côté au vent qui est émergé. Le bateau tend à loffer violemment (en jargon de marin on dit qu'il est « ardent »). Une description imagée est que les œuvres vives ont pris la forme d'une banane et que le bateau tend à suivre la courbe de la banane. 
Le premier réflexe du barreur serait de contrer en mettant la barre franche au vent pour tenter d'abattre ou du moins de compenser l'auloffée, mais il arrive que le bateau refuse d'obéir, qu'il « passe sur sa barre ».
En tentant d'abattre, le barreur donne un angle de barre trop important, le safran est le lieu d'un phénomène de décrochage partiel des filets d'eau et de plus il ventile : La différence de pression entre extrados et intrados tend à aspirer de l'air au niveau de l'interface entre la surface de l'air et de l'eau et la pale travaille dans un tourbillon de bulles et d'écume. Si le safran est monté très en arrière (cas de bien des voiliers légers où le safran est articulé sur le tableau arrière) la partie supérieure du safran peut sortir de l'eau, diminuant encore son efficacité. 
Le remède consiste à ramener la gîte à une valeur plus raisonnable (en faisant du rappel, en sortant au trapèze ou en choquant généreusement les voiles). 
À ce moment, la carène retrouve sa symétrie et le safran son efficacité, sans angle de barres exagérés, le bateau redevient gouvernable.
Parmi les dériveurs légers, le très populaire Laser est coutumier de ce genre de comportement: Son tableau arrière bas implique une ferrure de tête de safran de faibles dimensions et une faible surface de pale en conséquence (pour des raisons de monotypie, de coût de fabrication et de résistance ds matériaux) et même avec un excellent profilage (type NACA 010), il lui arrive de décrocher. Cependant les pratiquants du Laser sont habitués à cette caractéristique et prennent bien soin de naviguer le plus à plat possible (moyennant un rappel athlétique) pour en conserver le contrôle par grand vent.
La dérive ou le voile de quille sont assez peu concernés par le décrochage et la ventilation, il leur faut cependant un minimum de vitesse pour fonctionner et un angle d'incidence minimum pour développer une portance (ou force anti-dérive)...c'est pour cette raison que la route suivie par un voilier aux allures de près n'est pas exactement l'axe de symétrie du bateau. 
Des dérives orientables (en anglais gybing centreboards) ont depuis longtemps été proposées et en partie testées par Manfred Curry mais se sont heurtées à des problèmes de réalisation pratique. Toutefois la série des 505, où la jauge permet beaucoup d'essais techniques a connu quelques réalisations de dérives orientables efficaces par petit temps et eau plate, moyennant un puits de dérive spécial, très renforcé,.
L'aileron des planches à voile rapides (les funboards), qui n'est pas un gouvernail orientable, peut aussi décrocher à haute vitesse, entraînant une brutale mise en travers qui évoque le comportement survireur des célèbres R8 Gordini. Ce comportement, qualifié par l'anglicisme « spin-out » est en général induit par un trop fort appui du pied sur l'arrière de la planche, combiné à une surface de voile trop importante pour les conditions régnantes.
Des ailerons anti-cavitation (ou plus correctement anti-ventilation) ont été développés par le passé (existence d'une fente verticale jouant le rôle d'un bec de bord d'attaque ou des « fences » horizontaux ont été développés avec une certaine efficacité, cependant ils génèrent un supplément de traînée, qui limite la vitesse et récoltent volontiers les paquets d'algues entre deux eaux et sont moins utilisés depuis le début du XXIe siècle.
Les foils utilisés notamment sur les moths semblent moins sujets aux problèmes de décrochage, ils nécessitent cependant un calage soigné de l'incidence des plans fixes et sont souvent complétés par un aileron mobile asservi à un palpeur automatique situé à l'avant du bateau (une baguette traînant dans l'eau monté sur un système d'axes et de renvoi de biellettes, dénommé Magic wand – baguette magique en anglais).